# Razia Iskakova
Razia Shakenovna Iskakova (en kazajo: Рәзия Шәкен-қызы Ысқақова, romanizado: Räzïya Şäken-qızı Isqaqova, en ruso: Разия Шакеновна Искакова; 25 de octubre de 1922-2010) fue una sanitaria soviética de etnia kazaja. Recibió la Medalla Florence Nightingale en 1975 por salvar a cuatrocientos soldados heridos durante la Segunda Guerra Mundial.

## Biografía
Razia Iskakova nació en 1922 en la estación de Tumenaryk, ubicada en el actual distrito de Janakorgan en Kazajistán. Se graduó en la Facultad de Medicina de Shymkent en 1938 y trabajó como directora de un centro médico de la aldea y más tarde trabajó como paramédica durante la construcción del canal de Kirov.
En 1941, rogó a la junta militar local que le permitiera servir en el ejército como médica para ayudar en el esfuerzo bélico, como había leído en el periódico sobre la formación de una división militar formada por reclutas kazajos en Shymkent. Fue admitida en el Ejército Rojo el 29 de septiembre de 1941, se convirtió en enfermera de la 55.ª Brigada de Tanques de la Guardia y participó en feroces combates en la batalla de Kursk y Ucrania. En una batalla por el saliente de Kursk, sacó a cuatro tanquistas de un tanque quemado en condiciones muy peligrosas. Durante la guerra, resultó herida en dos ocasiones, la segunda vez de forma bastante grave. Sin embargo, continuó rescatando soldados heridos después de vendarse la rodilla izquierda hasta que un oficial insistió en que se tomara un descanso y fuera al hospital para no perder la pierna. Durante la guerra salvó a 400 soldados heridos y participó en las batallas de Stalingrado, Kursk, Járkov, Kiev, Varsovia y Berlín. Por su valentía recibió la Orden de la Estrella Roja y la Medalla al Valor.
Fue desmovilizada del ejército el 4 de junio de 1946 con el grado de teniente primero y, después de la desmovilización, trabajó como enfermera jefe en el hospital de la ciudad de Shymkent en la República Socialista Soviética de Kazajistán. En 1975 fue honrada con la medalla Florence Nightingale otorgada por el Comité Internacional de la Cruz Roja. Murió en 2010.

## Condecoraciones
|  | Orden de la Estrella Roja (2 de mayo de 1945) |
|  | Medalla al Valor (7 de febrero de 1945)       |
|  | Medalla Florence Nightingale (1975)           |